# British Empire Medal

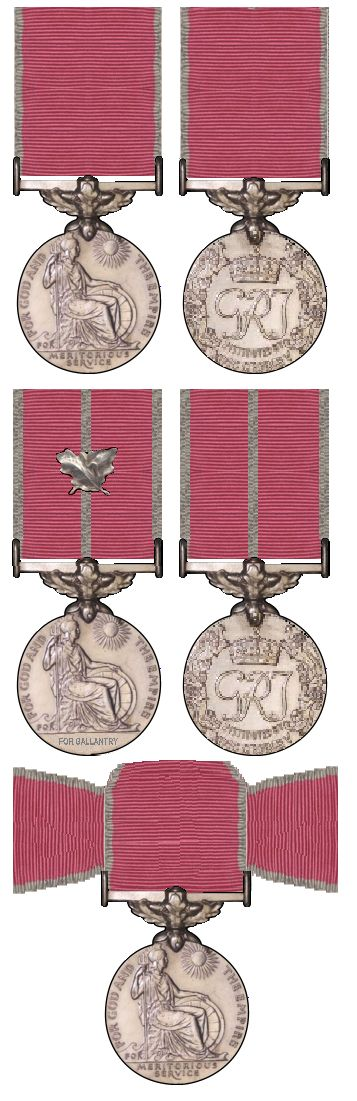
British Empire Medal

Die British Empire Medal (kurz BEM; ehemals Medal of the Order of the British Empire for Meritorious Service) ist eine britische Ehrenmedaille, die für zivile oder militärische Leistungen verliehen wird, die die Anerkennung der Krone verdienen. Die Medaille wird im Vereinigten Königreich nach einer Unterbrechung ab 1993 seit 2012 wieder verliehen. In der Zwischenzeit war sie nur einigen Mitgliedern des Commonwealths wie den Bahamas und den Cookinseln vorbehalten. Die Medaille, die 1917 das erste Mal verliehen wurde, wird ab 2012 als Anerkennung für Dienste für die örtliche Gemeinde verliehen. Es wird erwartet, dass die Medaille, die durch den Lord Lieutenant verliehen wird, etwa von 300 Menschen pro Jahr empfangen wird.